# „A szennyező fizet” elv
„A szennyező fizet” elv a nemzetközi környezetvédelmi szabályozás egyik elve, ami kimondja, hogy mindig a szennyező fél köteles fizetni a környezetben okozott kárért, akár azáltal, hogy maga takarítja el, vagy külön adókötelezettség által. Az OECD és az Európai Közösség országaiban elterjedt; maga a nemzetközi környezetvédelmi jog kevéssé említi.
A magyar Nemzeti Környezetvédelmi Program első változatában így definiálták a fogalmat:
„A szabályozásnak egységes jogelveken kell nyugodnia, a büntetések és bírságok esetében a felróhatóság és a felelősség is lényeges döntési szempont, míg a szabályok betartása esetén alkalmazott megoldásoknál (díj, járulékrendszer) a „szennyező fizet” elvet egyértelműen kell érvényesíteni. A „szennyező fizet” elv csak korlátozottan alkalmazható akkor, ha a szabályozás valamilyen jogsértést büntet, hiszen az elv nem a felróhatóságra épül. Az egységes elvek érvényesítéséhez a jelenleginél világosabb tulajdonviszonyokra és ehhez kapcsolódóan egyértelműbb felelősségi viszonyokra van szükség. A felelősséget illetően a jelenleg kialakult helyzetért mindenkit - államot és állampolgárt, vállalatot és fogyasztót - egyaránt felelősség terhel. Ez nagyon eltérő mértékőr, de a megfelelő részt mindenkinek vállalnia kell.”